# Michael Schacherl
Michael Schacherl (20. června 1869 Prešpurk – 6. června 1939 Vídeň) byl rakouský sociálně demokratický politik, na počátku 20. století poslanec Říšské rady, v meziválečném období poslanec rakouské Národní rady.

## Biografie
Byl synem podomního obchodníka. Vychodil národní a střední školu a v letech 1887–1893 absolvoval Vídeňskou univerzitu, kde roku 1895 získal titul doktora lékařství. Působil jako lékař v nemocnici Rudolfstiftung ve Vídni, od roku 1896 ve všeobecné nemocniční pokladně ve Štýrském Hradci. Angažoval se v Sociálně demokratické straně Rakouska. Z politických důvodů byl opakovaně soudně trestán. Od roku 1899 byl šéfredaktorem listu Arbeiterwille vydávaném ve Štýrském Hradci (od roku 1891 byl spolupracovníkem tohoto listu). Vydával politické spisy. V roce 1903 usedl do obecní rady ve Štýrském Hradci. Od roku 1904 byl poslancem Štýrského zemského sněmu.
Na počátku 20. století se zapojil i do celostátní politiky. Ve volbách do Říšské rady roku 1911 získal mandát v Říšské radě (celostátní zákonodárný sbor) za obvod Štýrsko 5. Usedl do poslanecké frakce Klub německých sociálních demokratů. Ve vídeňském parlamentu setrval až do zániku monarchie.Profesně byl k roku 1911 uváděn jako zemský poslanec, obecní radní a redaktor.
Za světové války patřil k protiválečnému křídlu sociální demokracie. Angažoval se v dělnickém abstinentském hnutí.
Po válce zasedal v letech 1918–1919 jako poslanec Provizorního národního shromáždění Německého Rakouska (Provisorische Nationalversammlung), následně od 4. března 1919 do 22. dubna 1920 byl poslancem Ústavodárného národního shromáždění Rakouska.
V roce 1920 rezignoval na poslanecký post a pracoval jako lékař v obci Sankt Radegund bei Graz. V letech 1921–1934 byl šéfredaktorem listu Arbeiter-Zeitung ve Vídni.